# Seznam nizozemskih pisateljev
Seznam nizozemskih pisateljev.

## A
- Bertus Aafjes
- Kader Abdolah
- Piet van Aken
- Jo van Ammers-Küller

## B
- Thea Beckmann
- Nicolaas Beets
- Anna Blaman
- Herman Pieter de Boer
- Corien Botman
- Menno ter Braak
- Jeroen Brouwers
- Dick Bruna

## C
- Simon Carmiggelt
- Antonius Franciscus Coolen
- Dirck Coornhert
- Louis Couperus

## D
- Rene Daalder
- Aagje Deken
- Maurits Dekker
- Lodewijk van Deyssel
- Adriaan van Dis
- Martin Michael Driessen

## E
- Frederik van Eeden
- Marcellus Emants

## H
- Jacob Israël de Haan
- Hella Haasse
- Maarten 't Hart
- Rutger Hauer
- Marjolijn van Heemstra
- Herman Heijermans
- Willem Frederik Hermans
- Adriaan Roland Holst
- Pieter Corneliszoon Hooft

## K
- Jan Jakob Lodewijk ten Kate
- Hans Keilson (1909–2011) (nem.-nizoz.)
- Chris Keulemans
- Ray Kluun
- Hanna Kraan
- Guus Kuijer

## L
- Jef Last
- Jacob van Lennep
- Joke van Leeuwen
- Karel Glastra van Loon

## M
- Hendrik Marsman
- Marente de Moor
- Harry Mulisch
- Multatuli

## N
- Saskia Noort
- Cees Nooteboom

## O
- Willem Jan Otten

## P
- Dirk Philips
- Oreste Pinto
- Everhardus Johannes Potgieter

## Q
- Israël Querido

## R
- Erazem Rotterdamski

## S
- Arthur van Schendel
- Annie M. G. Schmidt
- J. Slauerhoff
- Stijn Streuvels
- Nico van Suchtelen
- Madelon Szekely-Lulofs

## T
- Toon Tellegen
- Joseph Alberdingk Thijm
- Felix Timmermans

## V
- Joost van den Vondel
- Theun de Vries

## W
- Tommy Wieringa
- Leon de Winter
- Jan Wolkers